# La victoria de Úrsula
La Victoria de Úrsula (La Victoria de Úrsula) es un cortometraje codirigido por Julio Martí y Nacho Ruipérez. Rodado entre Medina del Campo (Valladolid) y Valencia en agosto del 2009. Entre su reparto destacan figuras como Terele Pávez, Sergio Caballero, Jack Taylor e Irene Ferrando.

## Sinopsis
Una procelosa noche, Úrsula atraviesa un bosque frondoso. Se detiene ante la verja de un viejo cementerio y rompe las cadenas que le impiden entrar. En su mano derecha sostiene una pala, en la izquierda, una pesada maleta.

## Reparto
- Terele Pávez - Doña Elvira
- Jack Taylor - El Empleado
- Irene Ferrando - Úrsula
- Sergio Caballero - Ángel
- Joan Verdú - Padre Justo
- Pepe Garrigós - El Doctor
- Iván Luis - Víctor
- Amparo Oltra - Familiar
- Juanfran Sáez - Familiar

## Producción
Un cortometraje en el que se han utilizado las técnicas más revolucionarias para plasmar todo un estilo visual que bucea en el género fantástico y que se ambienta en la posguerra española. Cofinanciado gracias a la campaña Apadrina un Frame.

## Premios
- Premio XXIII semana del cine Medina del Campo
- Mención Especial XXII Concurso de Guiones Quartmetratges! 2010.
- Premio RTVV Mejor Cortometraje Español 'XXVI Cinemajove IFF'
- Mejor Cortometraje Nacional 'III Corto Joven Ciudad de Toledo'
- Mejor Cortometraje 'III Festival Int. de Cortos Pilas en Corto'
- Mejor Guion 'III Festival Int. de Cortometrajes Pilas en Corto'
- Mejor Dirección 'III Festival Int. de Cortometrajes Pilas en Corto'
- Mejor Fotografía 'III Festival Int. de Cortometrajes Pilas en Corto'

## Selecciones
- Sec. Oficial 'XXIV Semana del Cine Medina del Campo'
- Sec. Oficial 'XVII Lund Int. Fantastik Film Festival, Suecia'
- Sec. Oficial 'XII Festival de Cortometrajes ¡Cort.en!'
- Sec. Oficial 'XXX Semana de Cine de Villena'
- Sec. Oficial 'IX Festival de Cine Solidario de Guadalajara'
- Sec. Oficial 'VII Ribadedeva en corto'
- Sec. Oficial 'XII Cortomate - Vivirdecine'
- Sec. Oficial 'XII Festival de Cine de Pamplona - ALTERNATIF'
- Sec. Oficial 'XIII Festival de Cine de Arnedo - La Rioja'
- Sec. Oficial 'VIII ION Int. Film Festival in Querétaro', México
- Sec. Oficial 'XXV Braunschweig IFF', Alemania
- Sec. Oficial 'South African HORRORFEST', Sudáfrica
- Sec. Oficial 'VI Festival de cortos Villa de La Orotava'
- Sec. Oficial 'XXIII Marató de Cinema Fantàstic i de Terror'
- Sec. Oficial 'I Átame corto, Salinas'
- Sec. Oficial 'Ikuska 2011'
- Sec. Oficial 'XXVIII Quartmetratges'
- Sec. Oficial 'Taiwan Kaohsiung Film Festival', China

## Banda sonora
La música original ha sido compuesta por Arnau Bataller y grabada en Macedonia por la "MACEDONIAN RADIO SYMPHONIC ORCHESTRA".